# Teletexto

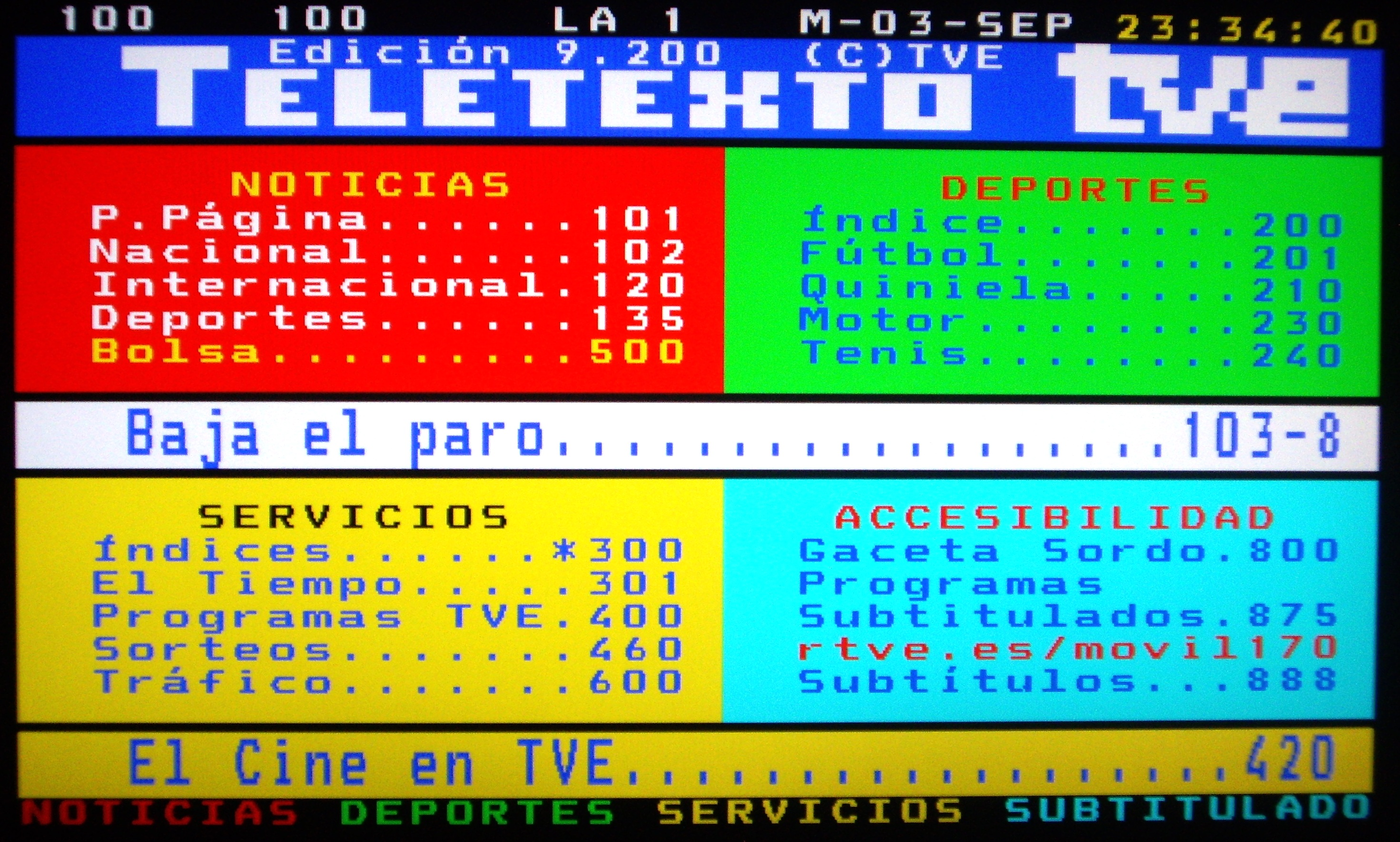
Teletexto de La 1 de Televisión Española.

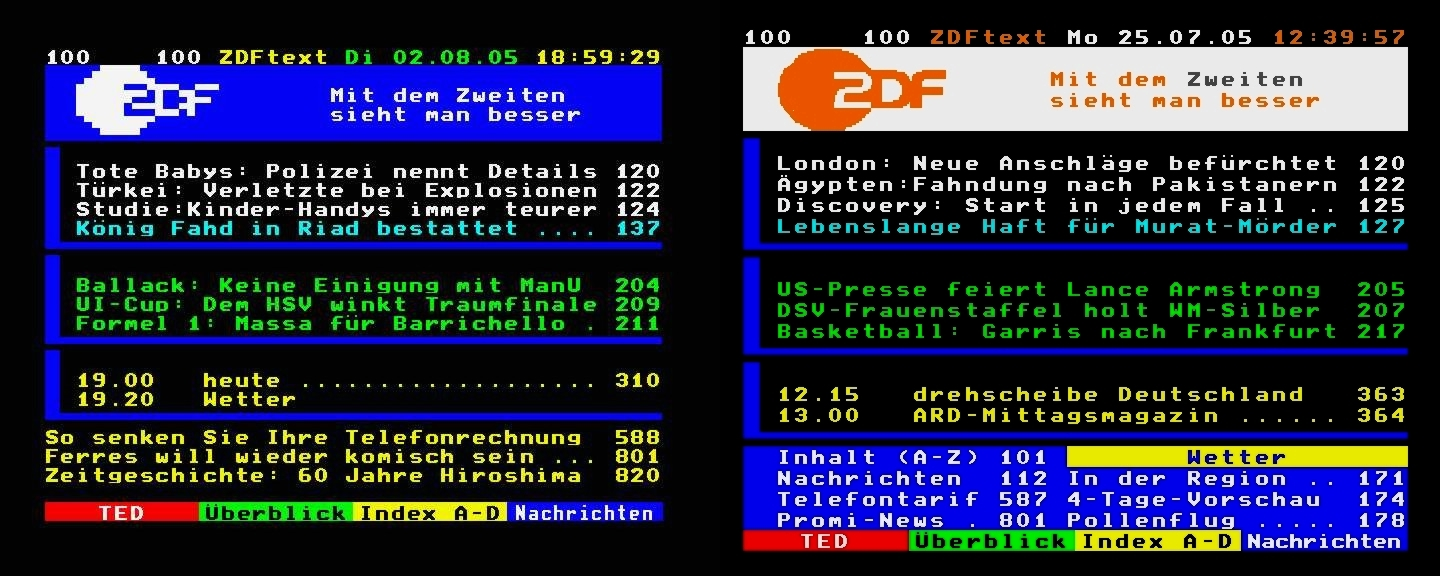
Un ejemplo de teletexto en alemán (ZDF).

El teletexto es un servicio de información en forma de texto que se emite junto con la señal de televisión. Fue creado en los años 1970 por el británico John Adams de la BBC. Entonces era conocido como Ceefax. Consiste en intercalar texto y bloques de colores en la señal de televisión, mostrando la información siempre que el televisor sea compatible con esta tecnología (en Ajustes del Televisor si tiene la opción "Closed Captions: CC1, CC2, Text1, etc"). 
Fue muy popular en Europa pero con el tiempo ha ido desapareciendo de algunas emisoras europeas. El 12 de octubre de 2012, BBC eliminó definitivamente el servicio Ceefax/Teletexto, dejando a Alemania , España e Italia  como países donde el Teletexto sigue en activo y con éxito.

## Introducción al teletexto
El teletexto consiste en un conjunto (más o menos extenso) de páginas, las cuales se eligen a través del mando a distancia. Se escribe el número de la página (de tres cifras) y transcurrido un tiempo, se muestra en la pantalla del televisor. Sólo permite transmitir información escrita y gráficos. 
También pueden existir "enlaces", saltos o accesos rápidos entre páginas en la última fila de la pantalla, que se activan a través de los botones de colores que posee el mando a distancia. Algunas páginas son de tipo rodante, lo que quiere decir que van apareciendo distintas "subpáginas" cada cierto tiempo, si bien el número de página es el mismo. Esto se indica (por ejemplo) así: 2/4, lo cual quiere decir que estamos viendo la "subpágina" 2 de 4 que existen en total.
El teletexto guarda ciertas similitudes con el videotex, un sistema que también ofrece páginas de información por televisión. A diferencia del teletexto, el videotex precisa un decodificador y permite al usuario no sólo recibir, sino también enviar información.

## Historia
El pionero de estos servicios fue el que puso en marcha la British Post Office. El primer canal en incorporar el teletexto fue la BBC en 1972. Más tarde, otros países como Austria, Alemania y Países Bajos también comenzaron a utilizar este singular sistema.
En España, TVE comenzó la emisión ininterrumpida del teletexto el 16 de mayo de 1988, aunque durante el Mundial de Fútbol de 1982 comenzaron las emisiones en prueba. La principal finalidad de este sistema, además de informar, consistía en prestar un servicio a las personas con discapacidad auditiva. De este modo comenzaron a crearse subtítulos para los principales programas de las emisoras.
Entre las consultas realizadas, el espectador podía recibir noticias de última hora, resultados deportivos o, incluso, los números premiados de sorteos dependientes de la Lotería o la ONCE. En definitiva, ofrecía servicios similares a los de cualquier periódico y, por tanto, el teletexto llegó a restar lectores a la prensa en papel.[cita requerida]
En la radio hay un sistema semejante llamado radio texto o RDS. En la Televisión Digital Terrestre, además del teletexto, se envían informaciones sobre los canales y su programación mediante EPG (electronic program guide) y aplicaciones MHP y HbbTV.

## La transmisión
La señal de televisión está formada por líneas agrupadas en campos y cuadros. Cada cuadro (la equivalencia a lo que en cine es un fotograma) tiene dos campos y cada campo está compuesto por un número concreto de líneas, que depende de sistema de televisión empleado. Cada línea incorpora la información de luz y de color, luminancia y crominancia, y los sincronismos necesarios para su posterior presentación en el receptor de TV. Estos sincronismos se llaman sincronismo horizontal y salva de color. Los campos, par e impar, que forman un cuadro, tienen también su sistema de sincronismos, que reciben el nombre de sincronismo vertical. Este sincronismo está formado por los pulsos de igualación, anteriores y posteriores, pulsos de sincronismos y líneas de recuperación. Estas últimas líneas no llevan información de imagen, están vacías, ya que el tiempo de duración de las mismas era utilizado para la estabilización de los circuitos de deflexión vertical que la tecnología existente en el momento de la definición de la señal de televisión (válvula termoiónica) precisaba de mucho tiempo para su estabilidad en la recuperación de la oscilación.
Las nuevas tecnologías de estado sólido han dejado sin motivo estas líneas del sincronismo vertical y se han aprovechado para la transmisión de otras informaciones y servicios, como las señales VIT (VITS) y el teletexto, que emplea un sistema de codificación digital. De este modo, los receptores no preparados simplemente ignoran estas líneas, y los preparados pueden captar esta señal sin afectar a la calidad de la imagen para las otras personas. 

## Niveles de teletexto

### Nivel 1 (alfamosaico básico)
Es el sistema inicial básico creado en 1976, cuyo repertorio base son:
- 96 caracteres alfanuméricos.
- 64 caracteres gráficos de tipo mosaico (continuos o separados).
- 30 caracteres de control.

Los atributos están en modo serie, y ocupan espacio en pantalla y en memoria. Los caracteres se visualizan con el atributo actual hasta recibir uno nuevo.

#### Nivel 1.5
Es el usado en España. Creado por TVE en 1981 como extensión del nivel 1 para dar soporte de hasta 128 caracteres alfanuméricos, con fondo negro y código de 4 colores que permite el acceso más rápido de las páginas más consultadas.

### Nivel 2 (alfamosaico mejorado)
Creado en 1995. Tiene un repertorio más extenso de caracteres, y destaca que los atributos están en modo paralelo, sin ocupar espacio en pantalla. El generador comprueba si el carácter está afectado por algún atributo antes de visualizarlo en pantalla. Es el usado por el sistema francés ANTIOPE.

#### Nivel 2.5 (hi-text)
Mejora del nivel 2 creado en el año 2000, con las siguientes características:
- Repertorio de idiomas extendido.
- Los atributos no ocupan ningún espacio.
- Aumenta la paleta con hasta 4016 colores, con colores y caracteres redefinibles.
- Dispone de espacio adicional en pantalla reservado para dos paneles laterales con más información.

### Nivel 3 (alfa-DRCS)
Incluye caracteres móviles o dinámicamente redefinibles (DRCS). Los caracteres gráficos son mosaicos de 6x4 celdillas, por lo que presenta mayor calidad y resolución.

#### Nivel 3.5 (DRCS extendido)
Se extiende el número de caracteres redefinibles y su complejidad. Asimismo, se introduce un soporte para poder utilizar distintos estilos de fuente y de espaciado proporcional.

### Nivel 4 (alfageométrico)
Posee un mayor número de caracteres, donde ya se aprecia una elevada calidad de gráficos. Los receptores para visualizar este teletexto son más complejos y más caros. La paleta de colores se extiende hasta a 250.000 tonalidades distintas.

### Nivel 5 (alfafotográfico)
Permite la transmisión de imágenes fotográficas fijas con resolución de televisión. Cada imagen es digitalizada y transmitida punto a punto, para ser almacenada en el receptor.
Pese a sus numerosos inconvenientes (mayor tiempo de espera, exigencia de una gran capacidad de memoria, etc.) es el sistema adoptado en Japón por la complejidad de los caracteres.